# Joseph Juran
Dr. Joseph Moses Juran (Brăila, Roemenië, 24 december 1904 - Rye, 28 februari 2008) was een Joods-Amerikaans zakenman en een van de grote zogenaamde "kwaliteitsgoeroes", de vader van het hedendaagse kwaliteitmanagement. Hij populariseerde het Paretoprincipe (=80-20-regel) (of de Non-Pareto-Rule).
Hij werkte eerst voor General Electric, en kwam na een tijd terecht in de kwaliteitsafdeling, waar hij statistische kwaliteitscontrole leerde kennen. Later werd hij docent, consulent en auteur van diverse handboeken over kwaliteit.
Zijn analyses en methodes worden gebruikt bij de Six Sigma- en Total Production Management-theorieën die tegenwoordig wereldwijd gebruikt worden voor kwaliteitsbewaking binnen bedrijven. 
Zijn theorieën en methodes zijn uitgewerkt in de verscheidene versies van zijn Total Quality Management-handboeken.
Zijn stellingen waren onder andere "Bedrijven moeten welvaart en rechtvaardigheid bewerkstelligen. Bedrijven moeten bijdragen tot een kwaliteitsvolle samenleving"; "Wat je ook doet, zorg dat de maatschappij erdoor verbetert. Je moet het niet alleen doen om winst te maken". "Het totaalplaatje begint bij de klant, en die klant moet goed begrepen worden." "Opleiding in kwaliteit moet aan de top beginnen." Joseph Juran beklemtoonde dat lage kwaliteit vooral een kwestie is van weerstand tegen verandering. 
Juran, Philip Crosby en William Edwards Deming worden samen ook wel de "kwaliteitsgoeroes" genoemd. In vergelijking met Deming was Juran echter veel meer managementgericht: "Het totaalplaatje moet steeds voor ogen worden gehouden."
- Bibsys: 90185497
- Biblioteca Nacional de España: XX964602
- Bibliothèque nationale de France: cb14052432z (data)
- Catàleg d'autoritats de noms i títols de Catalunya: 981058516078506706
- CiNii: DA00066789
- Gemeinsame Normdatei: 120906937
- International Standard Name Identifier: 0000 0001 0933 8372
- Library of Congress Control Number: n79126942
- Nationale Bibliotheek van Letland: 000073901
- Bibliotheek van het Japanse parlement: 00445002
- Nationale Bibliotheek van Tsjechië: mzk2002148021
- Nationale bibliotheek van Australië: 35256276
- Nationale Bibliotheek van Israël: 987007601554005171
- Nationale en Universitaire bibliotheek Zagreb: 000007778
- Nederlandse Thesaurus van Auteursnamen: 069355630
- Réseau des bibliothèques de Suisse occidentale: 02-A005709011
- LIBRIS: 307796
- SNAC: w6k67643
- Système universitaire de documentation: 029014212
- Trove: 884703
- Virtual International Authority File: 109859708
- WorldCat: E39PBJdmhxGdmCgmKTgQh7mmVC